# Jos Beijer
Jos Beijer (Maurik, 22 augustus 1970 – Utrecht, 22 augustus 2011) was kerkmusicus, dirigent en componist.

## Biografie
Beijer speelde vanaf zijn elfde jaar op het orgel in de kerk van Maurik. Hij studeerde kerkmuziek en orgel aan het Nederlands Instituut voor de Kerkmuziek bij onder andere Maurice Pirenne, Jan Raas en Willem Tanke. In 1995 behaalde hij zijn diploma DM-orgel, in 1997 zijn praktijkdiploma kerkmuziek en in 1998 zijn diploma UM-orgel met de aantekening Muziektechnologie bij Ernst Bonis.
Hij volgde cursussen bij Peter Bares, Sigmund Szatmary, Marie-Madeleine Duruflé, Harald Vogel en Andreas Liebig. In 1994 behaalde hij een eerste prijs aan het Nationaal Orgelconcours te Leiden, categorie 'twintigste eeuw'.
Hij was organist van de Sint-Bartolomeüskerk in Poeldijk. Hier bespeelde hij het drieklaviers Vermeulen-orgel uit 1950 en het Breetvelt-koororgel uit 1997.
Hij was als kerkmusicus actief in diverse parochies, dirigeerde ook oratoriumkoren en projectensembles en werkte daarnaast als docent kerkmuziek op het Ariënskonvikt, waar tot 2010 nieuwe priesterstudenten werden opgeleid.
Als componist liet hij zich inspireren door het gregoriaans en Bernard Huijbers. Maar in zijn muzikale idioom zijn ook invloeden te horen van Hendrik Andriessen en Herman Strategier.
In 2009 werd bij hem de zeer zeldzame spier- en stofwisselingsziekte MNGIE vastgesteld. Daardoor moest hij zijn leven als uitvoerend musicus in 2010 vaarwel zeggen.  Hij is overleden aan complicaties die optraden na een stamceltransplantatie, slechts 41 jaar oud. Zijn grootste werk Requiem beleefde de première tijdens zijn uitvaart.

## Trivia
- Uit ergernis voor rinkelende beltonen tijdens uitvoeringen, schreef Beijer een variatie op de Nokia-tune als "verzoek aan het publiek" om de mobiele telefoon toch vooral uit te zetten bij concertbezoek.